# Chiesa di Santa Lucia (Uta)
La chiesa di Santa Lucia, in territorio comunale di Uta, è una piccola chiesetta campestre ubicata lungo la strada provinciale Capoterra-Santadi allo sbocco del conoide di deiezione del rio Santa Lucia.

## Località di Santa Lucia
La località di Santa Lucia è adiacente ad una delle aree di maggior interesse ambientale della Sardegna meridionale, all'ingresso del parco del Sulcis, a pochi chilometri dalla Riserva di monte Arcosu e dalla Foresta di Gutturu Mannu. Con queste aree rappresenta una meta abituale per le visite dai vicini centri di Uta, Capoterra, Assemini, Elmas e Cagliari. Si collega attraverso la provinciale Capoterra-Santadi alla strada consortile di Macchiareddu-Grogastu. Il collegamento con il centro di Santadi e il territorio del Sulcis è quasi tutto in strada sterrata ed ha importanza come luogo panoramico.
I festeggiamenti di Santa Lucia, della durata di tre giorni, iniziano il venerdì successivo al ferragosto, con la processione che accompagna il simulacro della santa trasportato in un cocchio trainato dai buoi, dalla parrocchia di Santa Giusta fino alla chiesa campestre dove rimarrà fino al pomeriggio della domenica, quando il simulacro riprende la via per il rientro in parrocchia e la conclusione dei festeggiamenti in piazza.